# 2015 في كولومبيا
فيما يلي قوائم الأحداث التي وقعت خلال عام 2015 في كولومبيا.

## رياضة
- 1 يناير – بطولة العالم للشباب لألعاب القوى 2015
- 1 أكتوبر – تصفيات كأس العالم 2018

## أفلام
من الأفلام التي صدرت هذه السنة في كولومبيا:
- 1 يناير – عناق الشيطان من إخراج سيرو جيرا.

## وفيات

### يناير
- 1 يناير – لويس باز (مواليد 1942) لاعب كرة قدم كولومبي.

### فبراير
- 19 فبراير – فرانك راميريز (مواليد 1939) ممثل كولومبي.

### نوفمبر
- 3 نوفمبر – أدريانا كامبوس (مواليد 1979) ممثلة كولومبية.